# Rafnik
Rafnik (chorw. Ravnik) – wieś w Rumunii, w okręgu Caraș-Severin, w gminie Lupac. W 2011 roku liczyła 486 mieszkańców. 